# Verwaltungsgemeinschaft Reischach
Die Verwaltungsgemeinschaft Reischach im Landkreis Altötting besteht seit der Gemeindegebietsreform am 1. Mai 1978. Ihr gehören als Mitgliedsgemeinden an:
1. Erlbach, 1174 Einwohner, 28,13 km²
2. Perach, 1332 Einwohner, 14,13 km²
3. Reischach, 2706 Einwohner, 28,46 km²

Der Sitz der Verwaltungsgemeinschaft wurde am 1. Januar 2017 von Reischach nach Erlbach verlegt.